# 加賀 (板橋区)
加賀（かが）は、東京都板橋区の町名。現行行政地名は加賀一丁目から二丁目。全域で住居表示が実施されている。

## 地理
東京都板橋区の東端部に位置する。北で稲荷台、東で北区上十条及び十条台、南で板橋、西で仲宿と隣接する。町域の中央を東西に石神井川が流れ、東辺にJRの鉄道路線が走る。町域内には住宅のほか、多数の中小の工業施設が立地する住工混合市街地を形成している。また、町域北部の加賀二丁目に帝京大学板橋キャンパス、および帝京大学医学部附属病院が置かれている。

### 地価
住宅地の地価は、2025年（令和7年）1月1日の公示地価によれば、加賀1-11-1の地点で65万1000円/m2となっている。

## 歴史
当該エリアは1871年（明治4年）11月14日に浦和県（現埼玉県）から東京府に編入された。1889年には板橋町の一部分となり、1932年からは板橋区板橋町の一部となった。1965年1月1日に板橋区板橋町6～8丁目から加賀が成立した。

### 地名の由来
江戸時代に加賀藩の約21万坪におよぶ広大な下屋敷があったことに由来する。

## 世帯数と人口
2025年（令和7年）3月1日現在（板橋区発表）の世帯数と人口は以下の通りである。
| 丁目       | 世帯数    | 人口     |
| ---------- | --------- | -------- |
| 加賀一丁目 | 2,175世帯 | 5,677人  |
| 加賀二丁目 | 2,056世帯 | 4,324人  |
| 計         | 4,231世帯 | 10,001人 |

### 人口の変遷
国勢調査による人口の推移。
| 年                 | 人口   |
| ------------------ | ------ |
| 1995年（平成7年）  | 5,014  |
| 2000年（平成12年） | 5,895  |
| 2005年（平成17年） | 7,992  |
| 2010年（平成22年） | 8,664  |
| 2015年（平成27年） | 9,546  |
| 2020年（令和2年）  | 10,784 |

### 世帯数の変遷
国勢調査による世帯数の推移。
| 年                 | 世帯数 |
| ------------------ | ------ |
| 1995年（平成7年）  | 2,015  |
| 2000年（平成12年） | 1,921  |
| 2005年（平成17年） | 2,861  |
| 2010年（平成22年） | 3,311  |
| 2015年（平成27年） | 3,962  |
| 2020年（令和2年）  | 4,318  |

## 学区
区立小・中学校に通う場合、学区は以下の通りとなる（2021年8月時点）。
| 丁目       | 番地    | 小学校                 | 中学校                 |
| ---------- | ------- | ---------------------- | ---------------------- |
| 加賀一丁目 | 1〜2番  | 板橋区立板橋第四小学校 | 板橋区立板橋第五中学校 |
| 加賀一丁目 | 3～23番 | 板橋区立金沢小学校     | 板橋区立加賀中学校     |
| 加賀二丁目 | 1～20番 | 板橋区立金沢小学校     | 板橋区立加賀中学校     |
| 加賀二丁目 | 21番    | 板橋区立加賀小学校     | 板橋区立加賀中学校     |

## 事業所
2021年（令和3年）現在の経済センサス調査による事業所数と従業員数は以下の通りである。
| 丁目       | 事業所数  | 従業員数 |
| ---------- | --------- | -------- |
| 加賀一丁目 | 62事業所  | 3,339人  |
| 加賀二丁目 | 82事業所  | 5,059人  |
| 計         | 144事業所 | 8,398人  |

### 事業者数の変遷
経済センサスによる事業所数の推移。
| 年                 | 事業者数 |
| ------------------ | -------- |
| 2016年（平成28年） | 113      |
| 2021年（令和3年）  | 144      |

### 従業員数の変遷
経済センサスによる従業員数の推移。
| 年                 | 従業員数 |
| ------------------ | -------- |
| 2016年（平成28年） | 6,764    |
| 2021年（令和3年）  | 8,398    |

## 交通

### 鉄道
町域に駅は存在しないが、以下の路線・駅が利用可能である。
- 東日本旅客鉄道（JR東日本）
  - 埼京線（赤羽線）：十条駅（北区上十条一丁目および二丁目）
- 東京都交通局
  - 都営地下鉄三田線：新板橋駅（板橋一丁目および四丁目）・板橋区役所前駅（板橋二丁目および三丁目、仲宿）

### バス
- 国際興業バス
  - 東板橋体育館入口・金沢小学校・加賀二丁目・帝京大学病院・加賀一丁目・板橋給水所：王22 帝京大学病院経由 王子駅行き・板橋駅行き

### 道路・橋梁
道路
- 加賀学園通り

橋梁
- 御成橋
- 緑橋
- 加賀橋
- 金沢橋

## 施設
一丁目
- 板橋区立東板橋図書館

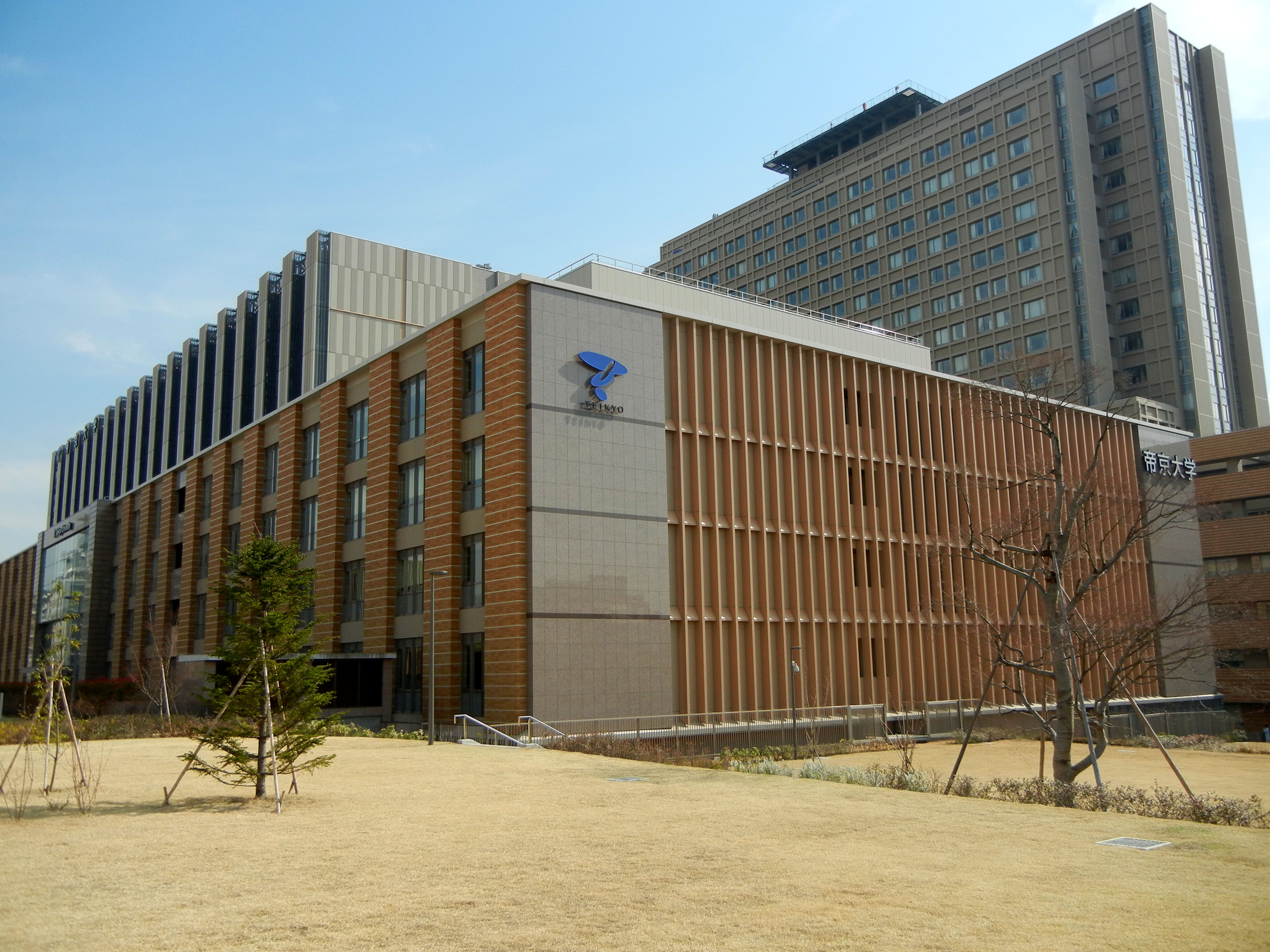
帝京大学板橋キャンパス

- 板橋区立植村記念加賀スポーツセンター（旧板橋区立東板橋体育館）

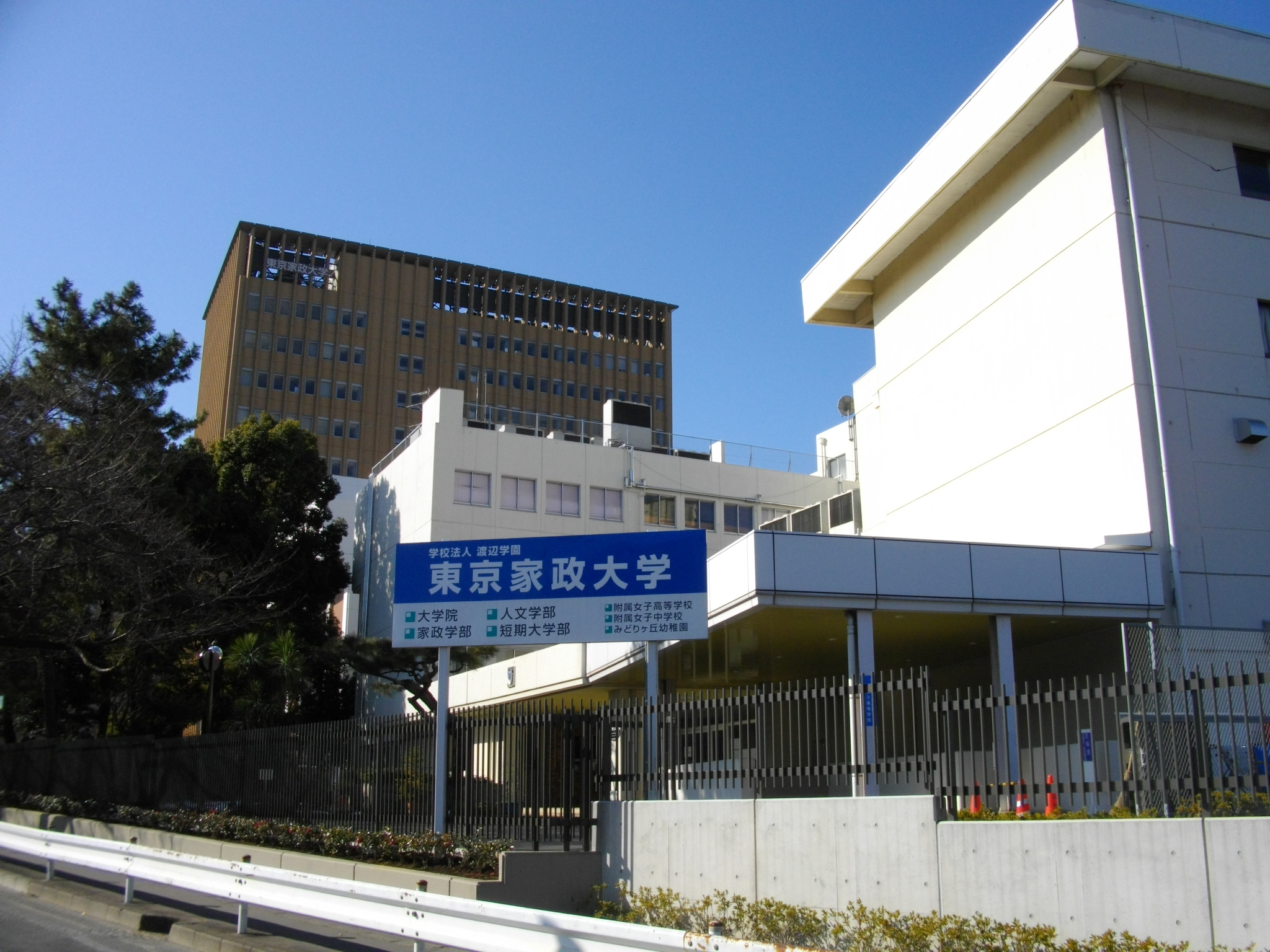
東京家政大学板橋キャンパス

  - 植村冒険館
- 加賀公園
- 東京朝鮮中高級学校（所在地は北区十条台）
- 東京家政大学板橋キャンパス
  - 東京家政大学
  - 東京家政大学短期大学部
  - 東京家政大学板橋キャンパス東京家政大学附属女子中学校・高等学校

二丁目
- 帝京大学医学部附属病院
- 帝京大学板橋キャンパス
- 板橋区立金沢小学校
- 板橋区立加賀中学校
- 加賀第二公園

### かつて存在した施設
- 国立極地研究所（加賀一丁目） - 立川市緑町に移転。
- 朝鮮大学校（加賀一丁目）- 小平市小川町に移転。

## その他

### 日本郵便
- 郵便番号 : 173-0003[3]（集配局 : 板橋郵便局[17]）。